# پرنسس زلدا
پرنسس زلدا (به انگلیسی: Princess Zelda) شخصیت عنوان در سری بازی‌های ویدیویی افسانه زلدا از نینتندو است. او توسط شیگرو میاموتو برای بازی اصلی افسانه زلدا (۱۹۸۶) ایجاد شده‌است. به عنوان یکی از شخصیت‌های مرکزی در سری، او در اکثر بازی‌ها در تجسم‌های مختلف ظاهر شده‌است. زلدا شاهدخت الف‌مانند از نژاد هیلیان از پادشاهی هایرول است، که یکی از همکاران پروتاگونیست این سری یعنی لینک و حامل سه‌زور دانش است.
نقش زلدا اغلب نقش یک دوشیزه درمانده یا کمک‌کننده بوده‌است که به لینک کمک می‌کند. در بسیاری از بازی‌ها، او توسط آنتاگونیست گانون اسیر می‌شود که لازم است لینک برای نجات او بیاید. در چندین بازی او یکی از حکیمان یا قهرمانان است که قهرمانی وی برای شکست دادن گانون ضروری است. در موارد دیگر، مانند اوکارینای زمان و رهبر باد، او شخصیت‌های جایگزین را برای ایفای نقش فعال‌تر در داستان انتخاب می‌کند. در شمشیر اسکای‌وارد، او به عنوان تناسخ فانی الهه هیلیا شناخته می‌شود، که به تجسم او طیفی از قدرت‌های جادویی می‌دهد.
زلدا یک شخصیت کاملاً شناخته شده در بازی‌های ویدیویی و یک شخصیت محبوب بین گیمرها و کازپلی‌ها است. او علاوه بر سری افسانه زلدا، به عنوان یک شخصیت قابل بازی در تعدادی از بازی‌های اسپین‌آف و سایر سری‌های بازی ظاهر شده‌است. او همچنین به عنوان یک شخصیت قابل بازی در سری برادران سوپر اسمش. ظاهر می‌شود. منتقدان به شکل‌گیری شخصیت او پاسخ مثبت داده‌اند و او را به عنوان یکی از بهترین شخصیت‌های زن بازی‌های ویدیویی در تمام دوران‌ها معرفی کرده‌اند.